# Óscar Tomás López
Óscar Tomás López (Buenos Aires, 7 aprile 1939) è un ex calciatore argentino, di ruolo attaccante.

## Carriera
López iniziò a giocare nello Dock Sud. Nella stagione 1961 è al Ferro Carril Oeste, con cui ottiene il quindicesimo ed ultimo posto in campionato. L'anno dopo è all'All Boys mentre quello dopo all'Los Andes.
Nella stagione 1964 è all'Huracán con cui ottiene il nono posto in campionato. L'anno seguente è di nuovo al Los Andes.
Nella stagione 1966 torna a giocare in massima serie argentina con il Gimnasia, con cui ottiene l'ottavo posto finale, seguito l'anno dopo il campionato Metropolitano è chiuso al settimo posto del gruppo B.
Nella stagione 1968 passa al Deportivo Morón con cui ottiene nel torneo "reclasificatorio" il sesto posto finale, a cui seguì l'ottavo nel "reclasificatorio A" ed il terzo nel "reclasificatorio de Primera" l'anno dopo.
Nel 1970  si trasferisce in Colombia per giocare nell'Atlético Nacional e poi al Atlético Junior con cui gioca due stagione nella massima serie del paese andino.
Nel 1972 torna in patria per giocare nell'Almagro. López continuò poi a giocare in vari club minori.